# Saint-Simon-de-Pellouaille
Saint-Simon-de-Pellouaille là một xã trong tỉnh Charente-Maritime trong vùng Nouvelle-Aquitaine, tây nam nước Pháp. Xã Saint-Simon-de-Pellouaille nằm ở khu vực có độ cao trung bình 41 mét trên mực nước biển.